# Haarlem
Haarlem város és közigazgatási egység (község, gemeente) Hollandiában, Észak-Holland tartomány fővárosa, a Haarlem-Amszterdami egyházmegye székhelye. A Spaarne folyó mentén, a Kennemerland történelmi tájegységben, a Randstad, a hatodik legnagyobb európai konurbáció északi részén terül el.
Amszterdamtól húsz kilométerre nyugatra, a tengerparthoz közel, a tulipántermesztésre nagyon alkalmas homoktalajon fekszik. Évszázadok óta a tulipántermesztés központja, ezért is kapta a virágváros becenevet. Több mint 150 000 lakosával Hollandia tizenharmadik legnagyobb községe.
Haarlem első írásos említése a 10. századból maradt fenn. 1245-ben városi jogokat kapott II. Vilmos holland gróftól. A középkor végére Hollandia egyik legjelentősebb városa lett. Az újkor kezdetén textiliparáról volt nevezetes, valamint a holland festészet haarlemi iskolájáról.
A 20. század elejére Amszterdam mellett háttérbe szorult, az évszázados gazdasági versengés a két város között a holland főváros javára dőlt el. Ez hozzájárult ahhoz, hogy Haarlem óvárosa meg tudta őrizni műemléki jellegét, hagyományos városképét. Haarlem ma főleg szolgáltató város, lakosai közül sokan járnak dolgozni Amszterdamba.

## Etimológia
A Haarlem név valószínűleg egy eredeti, feltételezett Harloheim név eltorzulásából alakult ki. A régi holland nyelvben a heim szó lakóhelyet, otthon jelentett (mai formája hollandul heem). Az eredeti név egészében így egy homokos magaslaton (haar) elterülő erdőben (lo) lévő otthont jelenthetett. Más etimológiai megoldások is lehetségesek azonban, mivel a haar szónak annak idején egy sor különböző jelentése volt.
A város első írásos említése Haralem formában történt valamikor 900-950 között, amikor az utrechti Szent Márton-templom egyik írnoka felvette az egyházi tulajdonok listájára. Ebben a leltárban Haralem három parasztgazdasággal szerepel.
A Spaarne folyó melletti fekvésből eredően a városkát később Spaarnestadnak is nevezték. A város lakóinak neve hollandul Haarlemmer, azaz haarlemi, de tréfásan gyakran mug (szúnyog) néven is emlegetik őket. Az elnevezés eredetére vonatkozóan több eltérő legenda is létezik, de kézenfekvő lehet összefüggésbe hozni azt a korabeli mocsaras vidéken tenyésző szúnyogokkal. Már a 14. és a 15. században is a városka lakóinak csúfneveként szerepelt ez az elnevezés.
A holland festészet aranykorában Haarlem festészeti iskolájáról kiérdemelte a festők városa nevet. A tulipántermesztő zóna közelsége miatt a virágok városának is hívják. A városi karnevál idején pedig Muggendonk a neve.
1658-ban Peter Stuyvesant megalapította a Nieuw Haarlem, „Új Haarlem” elnevezésű gyarmatot Észak-Amerika keleti partvidékén. 1664-ben az angolok kezére jutott a kolónia, akik Harlemnek nevezték át. Harlem ma New York városának része, a Manhattan északi részén terül el.

## Története

### Korai történet
Az emberi települések legrégebbi nyomait Haarlem területén a késő újkőkorszak idejéből tárták fel (i. e. 2850–2000). Ezek a leletek a harangedényes kultúrához tartoznak. A dűnevidék állandó szárazulatán megtelepedett lakosság már az újkőkorszakban és a bronzkorban is mezőgazdasági tevékenységet folytatott itt. A leletek tanúsága szerint a korabeli lakosság már élénk kapcsolatokat tartott fenn távoli területekkel, minden bizonnyal vízi úton. A város területén és közvetlen környékén erre utaló cserépleleteket tártak fel. A közeli Waarderpolderben az i. sz. 1. és 2. századból, a római hódítás korából származó, helyi készítésű agyagcserepeket találtak.
A város alapját egy geest-település adja. A holland partvidéken a 4–7. században a még a jégkorszakból eredő morénákat és a tengerparti dűnék szárazföld felé eső oldalát borító erdőket a növekvő lakosság helyenként felégette, hogy termőföldhöz jusson. Az irtásföldek talaját a homok mellett a dűnék közötti mocsarakban keletkező tőzeg, valamint az időnkénti vihardagályok áradásai által lerakott a tengeri eredetű agyag is variálta. A védettebb magaslatokon jellegzetes települések jöttek létre az Északi-tenger partvidékén, nemcsak a mai Hollandia, hanem Alsó-Szászország és Dánia területén is. Haarlem neve először 900–950 körül jelenik meg a forrásokban.
A parttal párhuzamosan futó magaslat egyben jó útvonalat adott az észak-déli irányú közlekedéshez a tenger és a beljebb fekvő tavak és mocsarak között. A Spaarne folyó is jó közlekedési lehetőséget biztosított. A két útvonal jelentősen hozzájárult a település gazdasági felvirágzásához.

### Középkor

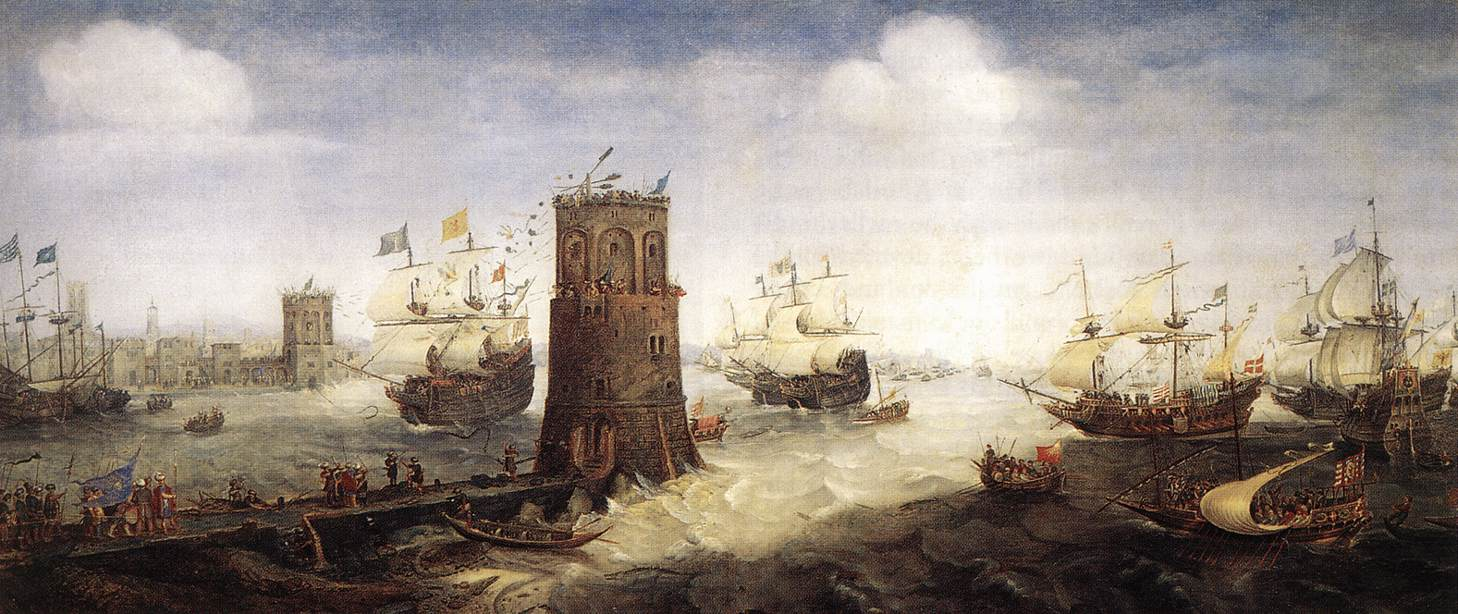
Egy haarlemi hajó áttöri a kikötőt védő láncot Damietta ostroma során Cornelis Claesz. van Wieringen festménye, 1628.

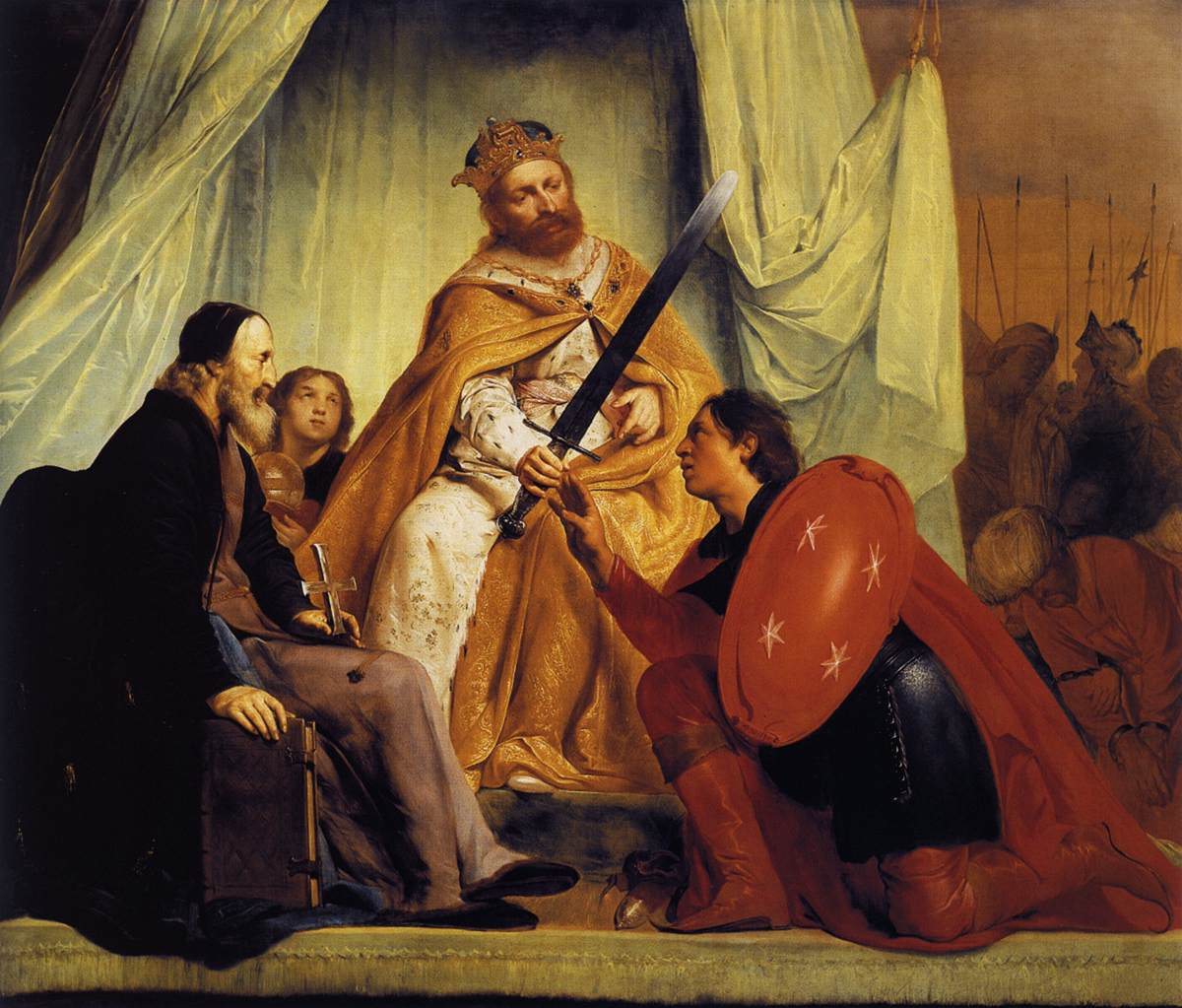
Egy haarlemi lovag átveszi az ezüst kardot és a keresztet a város szolgálataiért cserébe. Pieter de Grebber festménye, 1620.

A város lakói I. Vilmos holland gróf zászlaja alatt harcoltak az V. keresztes hadjáratban, és részt vettek az egyiptomi Damietta meghódításában. A Nílus deltájában fekvő, erősen védett várost 1218 májusától csaknem 17 hónapig ostromolták a keresztesek, míg be tudták venni. Bár a várost a lovagoknak hamarosan fel kellett adniuk, ez a győzelem a középkor során nagy szerepet játszott a haarlemiek öntudatában.
1480 körül Johannes van Leiden, a haarlemi karmeliták kolostorának perjele írta le a város címerének történetét. Eszerint a címer eredetileg csak négy csillagot ábrázolt, de a haarlemiek egyiptomi hősi cselekedetei, a damiettai kikötői lánc átvágása után II. Frigyes német-római császár engedélyezte a címer kibővítését egy arany markolatú ezüst karddal, a jeruzsálemi pátriárka pedig egy keresztet adott hozzá. Ez volt a címer „megsokszorozásának” történelmi eseménye, amit festményen is megörökítettek.
A történet valósságát azonban megkérdőjelezi egy bizonyos Kölni Olivér lovag korabeli szemtanúi beszámolója az ostromról, ő ugyanis nem tesz említést a haarlemiekről, a kikötői lánc átvágását a frízeknek tulajdonítja. Ugyancsak ellene szól e legendának az a tény, hogy a legrégebbi ismert, 1345-ből származó városi pecséten még csak a négy csillag látható, a kard és kereszt először 1391-ben jelenik meg.
A Grote Kerk kis harangjai azonban esti harangjátékukkal máig emlékeztetnek arra, hogy 1219-ben a haarlemi vitézek nagy szerepet vállaltak Damietta megvívásában. Maguk a damiettaiaknak nevezett harangok is szerepelnek a címeren. (Természetesen a harangok sem az egyiptomi városból származnak, „csak” 1564 óta vannak a templomtoronyban.) A címerpajzs felett látható száraz fa, amelyen a harangok függenek, a Haarlemmerhout erdőt ábrázolja. A pajzsot eredetileg két szarvas tartotta, ugyancsak erre az erdőre emlékeztetve, ezeket azonban később a hősiességet jelképező arany oroszlánok váltották fel a címer oltalmazójaként.
Holland grófjai, a német-római császár hűbéresei a keresztes hadjárat után a települést székhelyükké tették, és annak II. Vilmos holland gróf 1245-ben városi jogokat adományozott.
A jó közlekedés mellett a sörfőzés, a hajóépítés és a posztóipar voltak a település gazdasági életének fő pillérei a 13. és a 14. században. A 15. század elején a városban 120 sörfőzde volt. Közvetve a gazdasági fejlettséget mutatja az is, hogy a város 19 kolostort és egy begina-udvart tartott el. 1429-ben város vámjogokat kapott. A helyi legenda szerint a város szülötte, Laurens Janszoon Coster, Johannes Gutenberget megelőzően itt fedezte fel a könyvnyomtatást. A gazdasági fejlődés a 15. században azonban a környező holland területek belviszályai miatt megtorpant, sok ház megüresedett, és a város nem tudta fizetni adósságait.

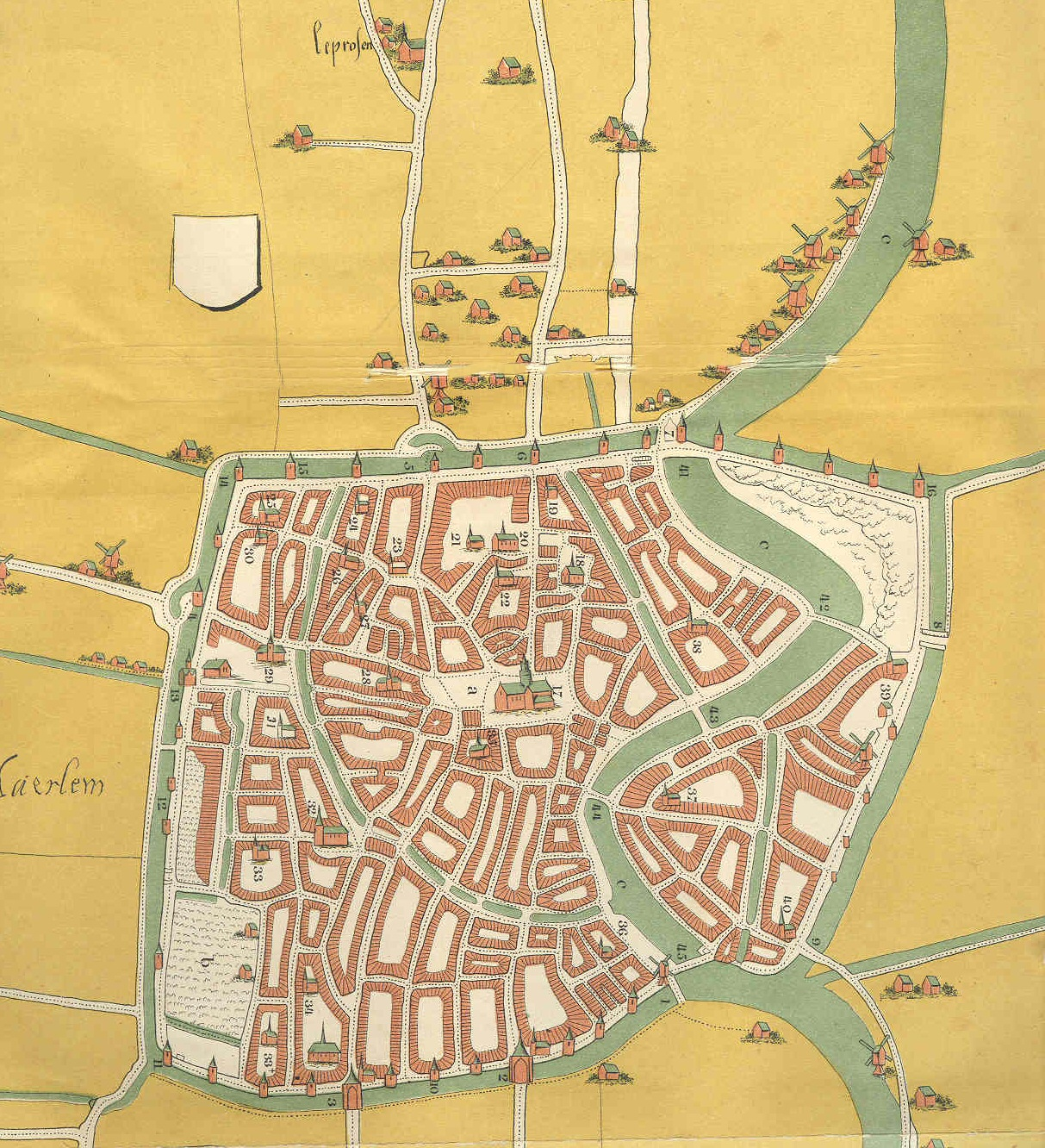
Haarlem térképe, 1550 körül

A belháborúk ellenére Haarlem a 16. század elején több mint 10 000 lakossal a hat legnagyobb holland város közé tartozott (Leiden, Amszterdam, Dordrecht, Delft és Gouda mellett). 1559-ben létrehozták a haarlemi püspökséget, az első püspök Nicolaas van Nieuwland lett.

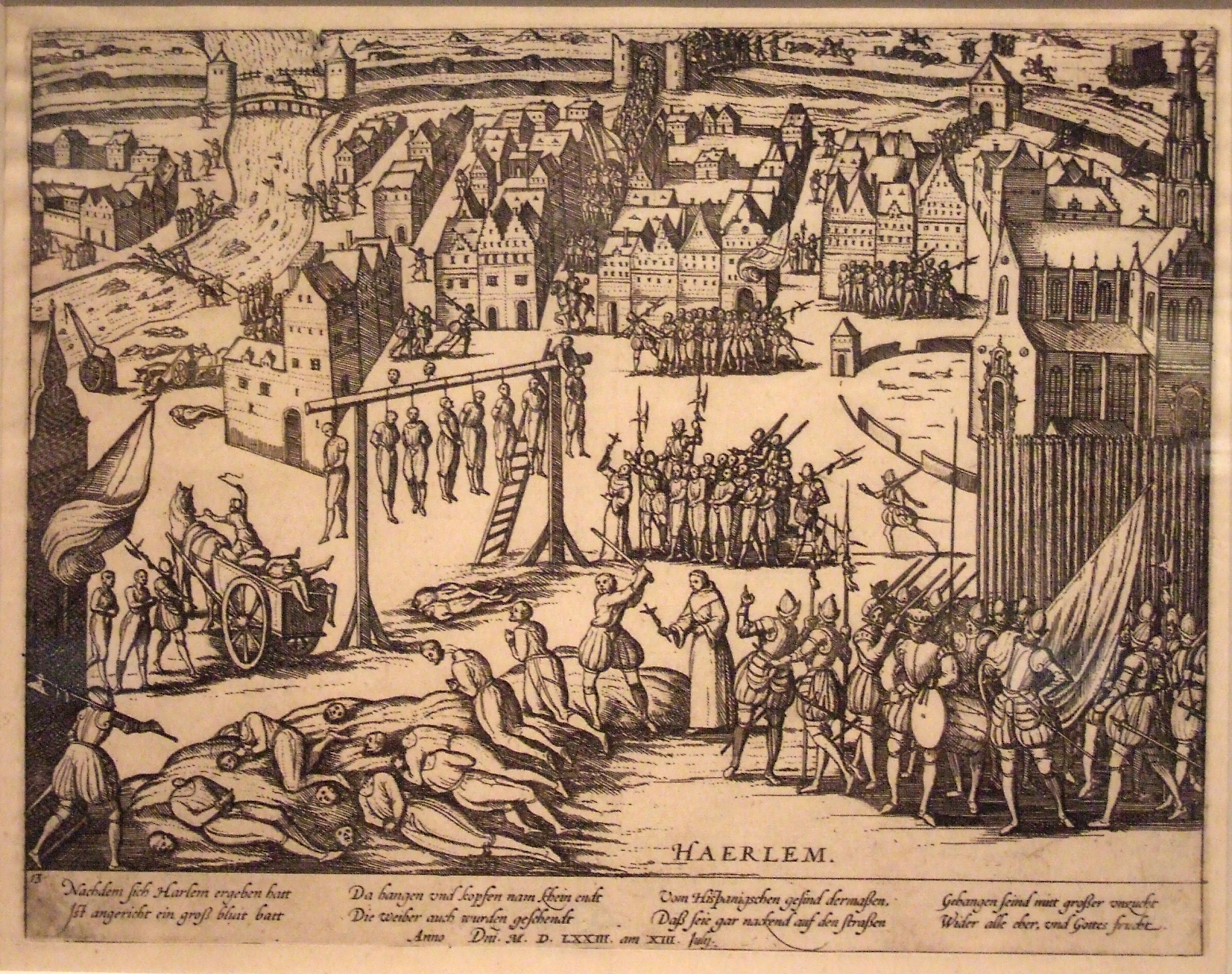
Kivégzések Haarlem ostroma idején

1572-ben Haarlem a németalföldi szabadságharc idején az Orániai Vilmos vezette felkelők oldalára állt a spanyolok ellenében. Decemberben a Don Fadrique Álvarez de Toledo, a félelmetes Alba herceg fia által vezetett spanyol hadak ostrom alá vették a várost. Haarlem keményen ellenállt, különösen, hogy a közeli Naardenben néhány nappal korábban a spanyolok annak ellenére vérfürdőt rendeztek, hogy a város megadta magát. A spanyol táborba küldött haarlemi követnek az ostromlók csak a levágott fejét adták vissza; erre a haarlemiek tizenegy általuk elfogott spanyol katona fejét küldték a spanyol táborba egy hordóban. A spanyol ostromlókat megviselte a kemény tél, nyáron pedig pestisjárvány tört ki soraikban. A védők azonban mégsem bírták végig, a város felmentésére igyekvő Orániai Vilmos tengeren és szárazföldön egyaránt vereséget szenvedett. 1573 júliusában aztán a város megadta magát, váltságdíjat ajánlott a spanyoloknak, de ők lemészárolták a katonákat, és a civilek köréből is sokakat meggyilkoltak, 700 védőt fejeztek le. A város összes veszteségét tízezer főre teszik a történetírók.
1576-ban a megszálló katonák miatt tűz pusztította a várost. 1577-ben a spanyolok elhagyták a várost, és az visszatért Orániai Vilmos pártjára. A lakosság nagy része azonban katolikus maradt, és ez további súlyos gondokat okozott. Bár 1577-ben kötöttek egy megállapodást, a veerei egyezményt a reformátusok és a katolikusok közötti egyházbékéről, ami csak Haarlemre vonatkozott, ezt nem sokáig tartották be. 1578 júniusában a protestánsok megtámadták az akkor még katolikus központi templomot, a Grote Kerket a főtéren, kifosztották, és a papot meggyilkolták. 1581-ben formálisan is felmondták a veerei megállapodást, és a katolikusokat illegalitásba kényszerítették.

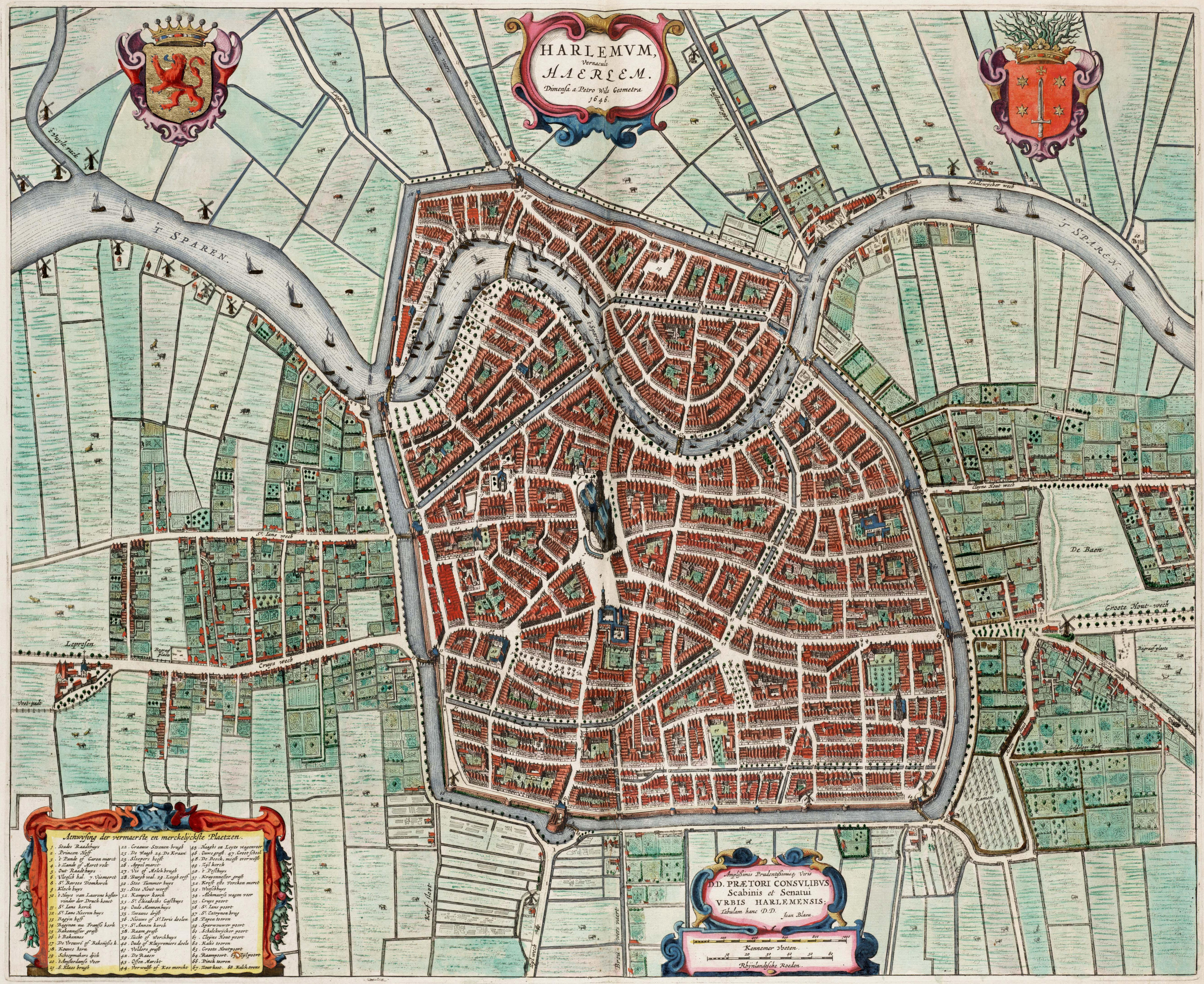
Haarlem térképe 1646-ból. (Ezen a térképen észak balra található.)

 A nyugalom visszatérte után sok flamand és franciaországi hugenotta család telepedett le a városban. Szaktudásukkal hozzájárultak a vászonszövés és általában a textilipar fellendüléséhez. Frans Hals, a város nagy festője is flamand bevándorló textilmunkás családjában született.

### Újkor
A 17. század Haarlem számára is, akárcsak Amszterdamnak és egész Hollandiának, nagy fellendülést hozott. Ez az építészet terén is megmutatkozott. Már 1593-ban Lieven de Key, a szintén Flandriából, Gent városából származó mester lett a város főépítésze, aki aztán a holland reneszánsz stílusában alkotott jelentős épületekkel máig meghatározó módon járult hozzá a város arculatához. A lakosság száma az 1577-et követő 50 évben 18 000-ről 40 000-re nőtt, ezzel Haarlem lett a legnagyobb holland város. A gazdasági növekedés alapja a textilipar volt. 1631-ben vontatóúttal ellátott csatorna (trekvaart) épült Haarlem és Amszterdam, majd 1657-ben Haarlem és Leiden között. Ezeknek a víziutaknak a rendszere Hollandiában a 17. században meglehetősen hatékonyan működött, mind az áruszállítás, mind a személyszállítás terén.
1635–37 között a városban pestisjárvány pusztított, amelynek a lakosság egynegyede esett áldozatul. A század végére a lakosság száma mégis 55 000-re emelkedett. 1680 után azonban a holland textilipart, és emiatt Haarlem gazdaságát hanyatlás sújtotta. A város lakosainak száma 1815-re 20 000 alá süllyedt.

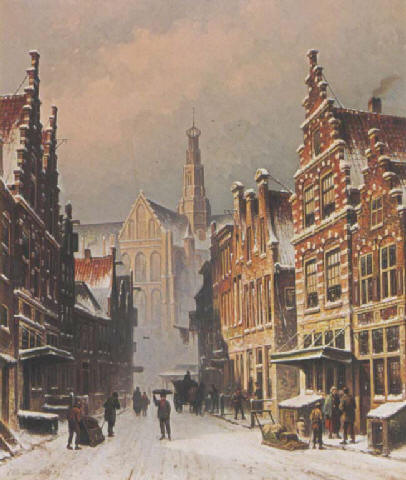
Havas látkép a haarlemi belvárosból. Eduard Alexander Hilverdink (1889)

Az első holland vasút 1839-ben indult el Amszterdam és Haarlem között, majd a vonalat 1843-ban Leidenig meghosszabbították. Az első holland vasútvonalak széles nyomtávúak voltak, 1866-ban tértek át a mai normál nyomtávra.
1878-ban indult el az első lóvasút a városban a vasútállomástól, ezt 1913-ban villamosították.
1881-ben helyiérdekű, gőzvontatású kisvasutat építettek Haarlem és Leiden között, amit 1932-ben villamosítottak.
1853-ban a katolikus egyház újjáalakította a haarlemi püspökséget, amit 2009-től haarlem-amszterdami püspökségnek neveztek át. 1895–1930 között a város akkori szélén új katedrálist építettek.
A 19. század második felében élénkült meg újra a gazdasági fejlődés. Új iparágak telepedtek meg a városban, így a vasúti járműgyártás (Beijnes villamosgyár), gépgyártás (Figee gépgyár), valamint tovább fejlődött a nyomdaipar (Joh. Enschedé nyomda).
1927. május 1-jén a város határán fekvő ősi Schoten községet Haarlemhez csatolták néhány más környező területtel együtt.
Az 1929–33-as nagy világgazdasági válság, majd a második világháború súlyosan érintette a város gazdaságát, ipari vállalatok sora tűnt el. Haarlem egyre inkább szolgáltató jellegű várossá vált, iskolákkal és közigazgatási intézményekkel. A gazdasági fejlődés a közeli Amszterdamra koncentrálódott. Haarlem „alvóváros” jelleget öltött, ahová az amszterdami lakosok egy része is kitelepült az olcsóbb lakhatás miatt, de dolgozni visszajárt a nagyvárosba.
2000-től egy sor nagyszabású városfejlesztési projekt indult a városban.

## Földrajza

### Elhelyezkedése

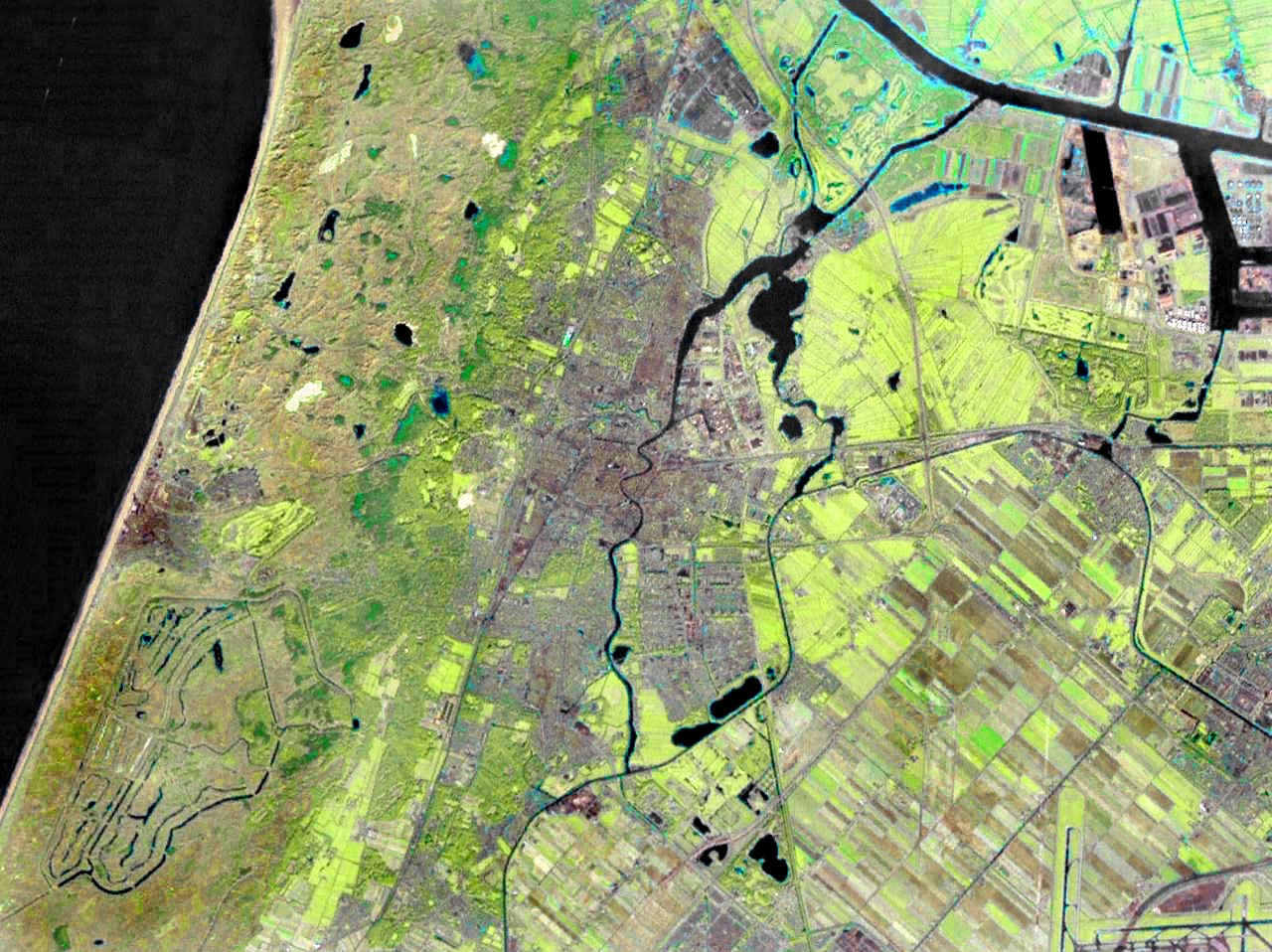
Műholdfelvétel Haarlemről

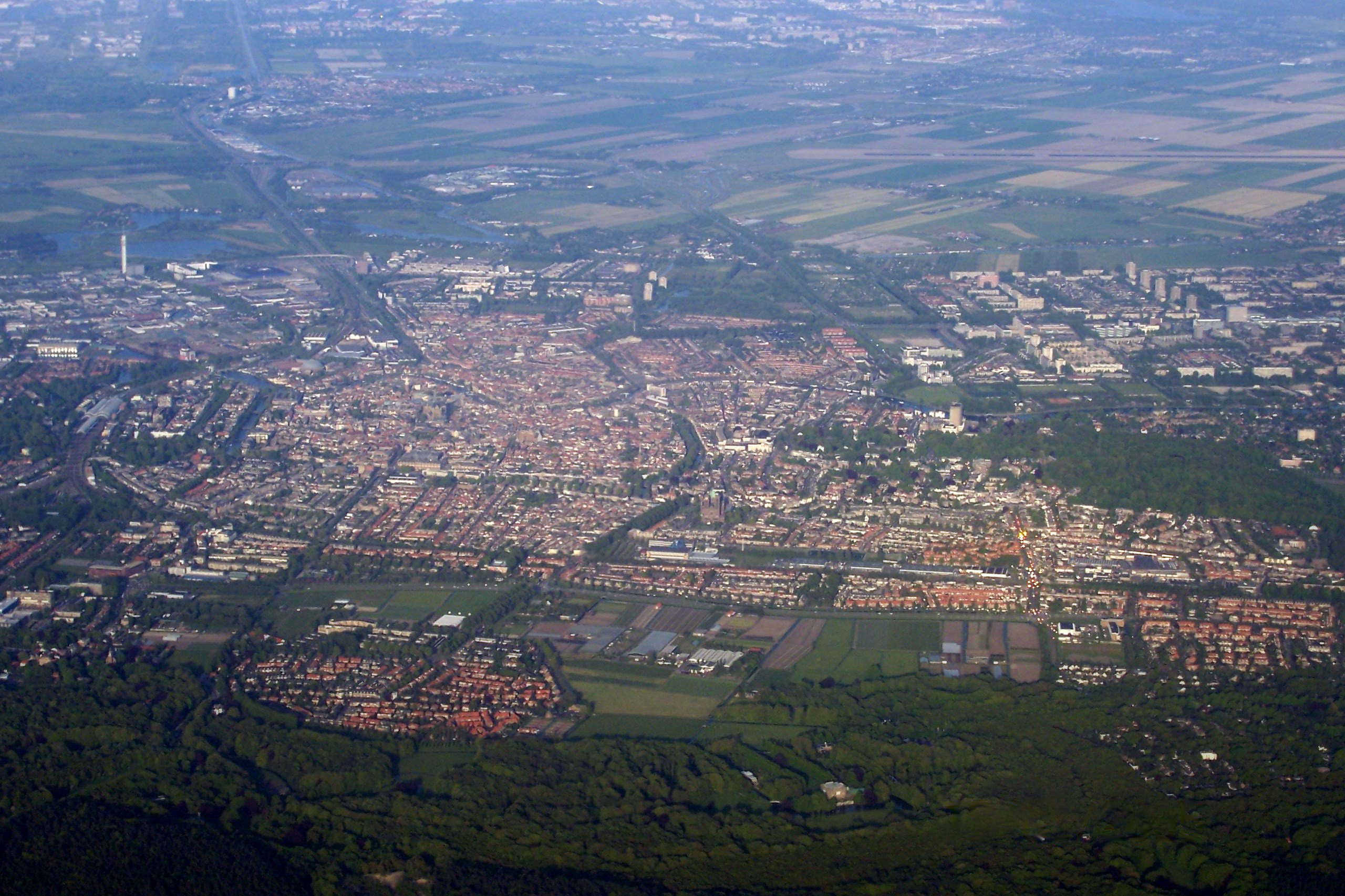
Légifelvétel Haarlemről, nyugati irányból

Haarlem a Randstad északi részén terül el. A szomszédos községek északról kezdve, az óramutató járásával egyező irányban: Velsen, Haarlemmerliede és Spaarnwoude, Haarlemmermeer, Heemstede és Bloemendaal.
Haarlemtől keletre terül el Amszterdam (19 km) és Amszterdam-Schiphol repülőtér (13 km). IJmuiden kikötője 10 km-re északra fekszik. Az Északi-tenger partja 7 km-re van nyugati irányban.
A város folyója, a Spaarne mentén sok régi raktár- és gyárépület áll. A nyári hónapokban a folyó kellemes turisztikai, hajózási és csónakázási lehetőségeket nyújt. A folyóról északi irányban az Északi-tengeri csatorna révén ki lehet jutni a tengerre, dél felé pedig Dél-Holland tartomány kiterjedt csatornarendszerére. A városon belüli csatornarendszer is bejárható alacsony építésű csónakokkal.

### Geológia és tájkép
Haarlem történelmi központja a Spaarne folyótól nyugatra fekvő, a tengeri hullámzás által régebben létrehozott dűne-soron, úgynevezett partfalon fekszik. Ugyanezen az észak-déli irányban húzódó geológiai képződményen terülnek el a közeli Heemstede és Bennebroek falvai is. A város nyugati negyedei már síkvidéki tőzegtalajon fekszenek, ami e partfal és a tőle a tenger felé fekvő újabb keletkezésű dűnék között alakult ki. Ezen az újabb keletű dűnesoron jöttek létre Aerdenhout, Overveen, Bloemendaal és Santpoort falvai. Ezektől még tovább nyugatra fekszenek a mai, lakatlan, részben erdős dűnék.
Haarlem keleti negyedei, Haarlem-Oost és Schalkwijk, a Spaarne folyótól keletre, szintén tőzeges talajon fekszenek. Ugyancsak keletre, távolabb fekszenek a Haarlemmermeer mesterségesen kiszárított területei.
Haarlemtől északra tengeri agyag alapú polderek vannak, a korábbi IJ tengeröböl helyén.
A város teljes területe 32,12 km², ennek 91,3%-a (29,32 km²) szárazulat, 8,7%-a (2,8 km²) pedig vízfelület. A terület 53%-a (17,02 km²) volt 2003-ban beépítve.

### Éghajlata
Haarlem a mérsékelt övi óceáni éghajlat hatása alatt áll, időjárása szeles, enyhe, csapadékos. A mintegy 10 kilométerre fekvő Amszterdam-Schiphol repülőtér meteorológiai állomásának alábbi hivatalos éghajlati adatai Haarlemre is érvényesek.
| Hónap                                                                     | Jan. | Feb. | Már. | Ápr. | Máj. | Jún. | Júl. | Aug. | Szep. | Okt. | Nov. | Dec. | Év   |
| ------------------------------------------------------------------------- | ---- | ---- | ---- | ---- | ---- | ---- | ---- | ---- | ----- | ---- | ---- | ---- | ---- |
| Átlagos max. hőmérséklet (°C)                                             | 5,4  | 6,0  | 9,2  | 12,4 | 17,1 | 19,2 | 21,4 | 21,8 | 18,4  | 14,1 | 9,2  | 6,5  | 13,4 |
| Átlagos min. hőmérséklet (°C)                                             | 0,5  | 0,2  | 2,4  | 4,0  | 7,8  | 10,4 | 12,5 | 12,3 | 10,2  | 7,0  | 3,9  | 1,9  | 6,1  |
| Átl. csapadékmennyiség (mm)                                               | 62   | 43   | 59   | 41   | 48   | 67   | 66   | 61   | 82    | 85   | 89   | 75   | 778  |
| Forrás: Világmeteorológia (angol nyelven). (Hozzáférés: 2011. február 4.) |      |      |      |      |      |      |      |      |       |      |      |      |      |

### A város közigazgatási beosztása
A várost közigazgatásilag kilenc kerületre, ezeket összesen további negyven körzetre osztották. Statisztikai célokra ezen kívül használatos egy olyan felosztás is, amelyben öt városnegyedet különböztetnek meg.

## Városkép

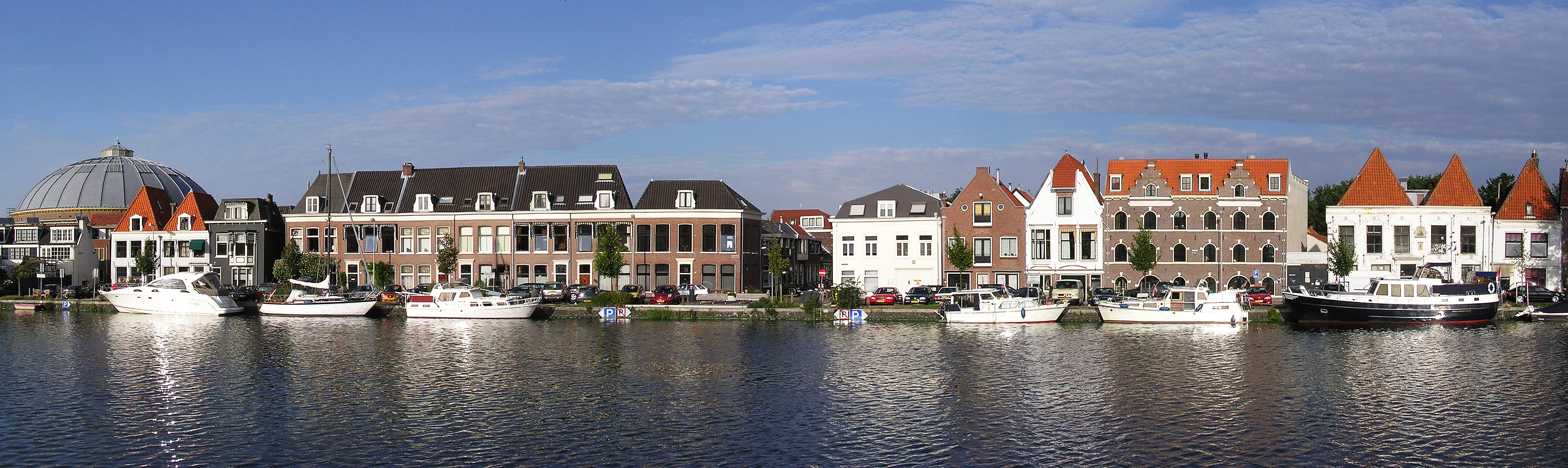
Házak a Spaarne folyó partján. Balra a háttérben a Kupolabörtön.

### Óváros
Haarlem Hollandiának műemlékekben a hatodik leggazdagabb városa. 1149 országos jelentőségű és mintegy 80 helyi jelentőségű műemléke van. 2010-ben megkezdődött további mintegy 650 épület vizsgálata abból a szempontból, hogy megkaphatják-e ezt a rangot.
A legtöbb műemlék természetesen a történelmi belvárosban van, közöttük a legjelentősebbek a Szent Bávó-templom, a városháza, a Haarlemi húscsarnok (Vleeshal). Jelentős modern építészeti alkotások is vannak a városban, mint a 2003-ban épült Toneelschuur nevű előadóterem, az 1984-ben épült Patronaat nevű zenés színház, az 1918-ban épült és 2008-ra teljesen felújított városi színház, valamint az ING bank városi központja.
A csatornákkal körülvett történelmi óváros szűk utcáival és műemlékeivel a Grote Markt (nagypiac) körül terül el. A főtér közepén áll Laurens Janszoon Coster nyomdász szobra, aki a helyi legenda szerint már Gutenberg előtt felfedezte a könyvnyomtatást.
Az óváros központi épülete a háromhajós, gótikus Sint Baafskerk (Szent Bávó-templom) 140 méter hosszú tömbje, a 86 méter magas toronnyal. Az 1328. évi nagy tűzvész után, a 14. század közepén kezdték építeni; harangtornya 1519-re készült el. A templom a reformáció győzelme óta a holland református egyházé. Belsejében a korabeli képrombolás ellenére a katolikus egyházművészet sok alkotása látható: 1512 körül faragott kanonoki stallumok, oszlopos falfestmények, a szentélyt elválasztó aranyozott rézrács, amely az égő csipkebokor történetét eleveníti meg. A világhírű orgonán (1738-ból) játszott Mendelssohn, Händel, a 10 éves Mozart, valamint Albert Schweitzer is. A templomban kapott végső nyughelyet sok más híresség között Frans Hals, Willem Bilderdijk költő, Pieter Teyler van der Hulst, a Teylers Múzeum alapítója, és Lieven de Key, a város főépítésze.
A templom tornyát 1911-ben körülrepülte Anthony Fokker, első repülőgépének 3. változatán, a Spin 3-on.
A főtéren álló, holland reneszánsz stílusban épült kis ház, a Haarlemi húscsarnok (Vleeshal Lieven de Key alkotása) ma kiállításoknak ad otthont. A városháza épülete még a 13. századi grófi palota egyes elemeit is megőrizte. A 16. századtól működött ebben a funkciójában. Mai külseje nagyjában a 17. századra alakult ki, de jelenlegi tornya csak 1914-ben épült. Az első emeleti nagyterem ékességei egykori környékbeli templomokból származnak, így az üvegablakok Bloemendalból, a csillárok Medemblikből.
A főtér és a város valószínűleg legöregebb épülete a Hoofdwacht. Legrégebbi részei a 13. század második feléből származnak, Haarlem első városházája lehetett. Később polgári lakásnak építették át. A 18. században a városi őrség lövöldéjeként szolgált. 1919 óta a Haarlemi Történelmi Egyesület bérli a várostól és használja azt székhelyeként. A város fennállásának 750. évfordulója alkalmából, 1994–1995-ben restaurálták; természetesen az országos jelentőségű műemlékek listáján szerepel.
A főtéren hetente kétszer van piac, és gyakran kerül sor más nagy rendezvényekre is, köztük az éves vásárra. A nagypiacról három irányba fontos bevásárlóutcák nyílnak.
A középkori németalföldi városokban a 12. századtól egészen a 19. századig gyakoriak voltak a hofje nevű kis, egy-egy udvar körüli házcsoportok, ahol a parányi épületekben általában egyedülálló, szegény sorú nők laktak, és az udvarra az utcáról csak egy vagy két, zárható kapun lehetett bejutni. Haarlem különösen híres ezekről az udvarokról. A valaha létezett mintegy negyvenből mára csak a fele maradt fenn, de ezek értékes műemlékek. Eredetük szerint háromfélék: egyházi, alapítványi, illetve céhes eredetűek. Kialakulásuk a beginák mozgalmával függ össze. A Sparne partján álló Teylers Hofje a múzeumot is alapító Pieter Teyler családjának emlékét őrzi.
A haarlemi hofjék egész éven át nyitva vannak a látogatók számára, általában délelőtt 10-től délután 5 óráig. A hétvégeken és ünnepnapokon azonban többnyire zárva tartanak.

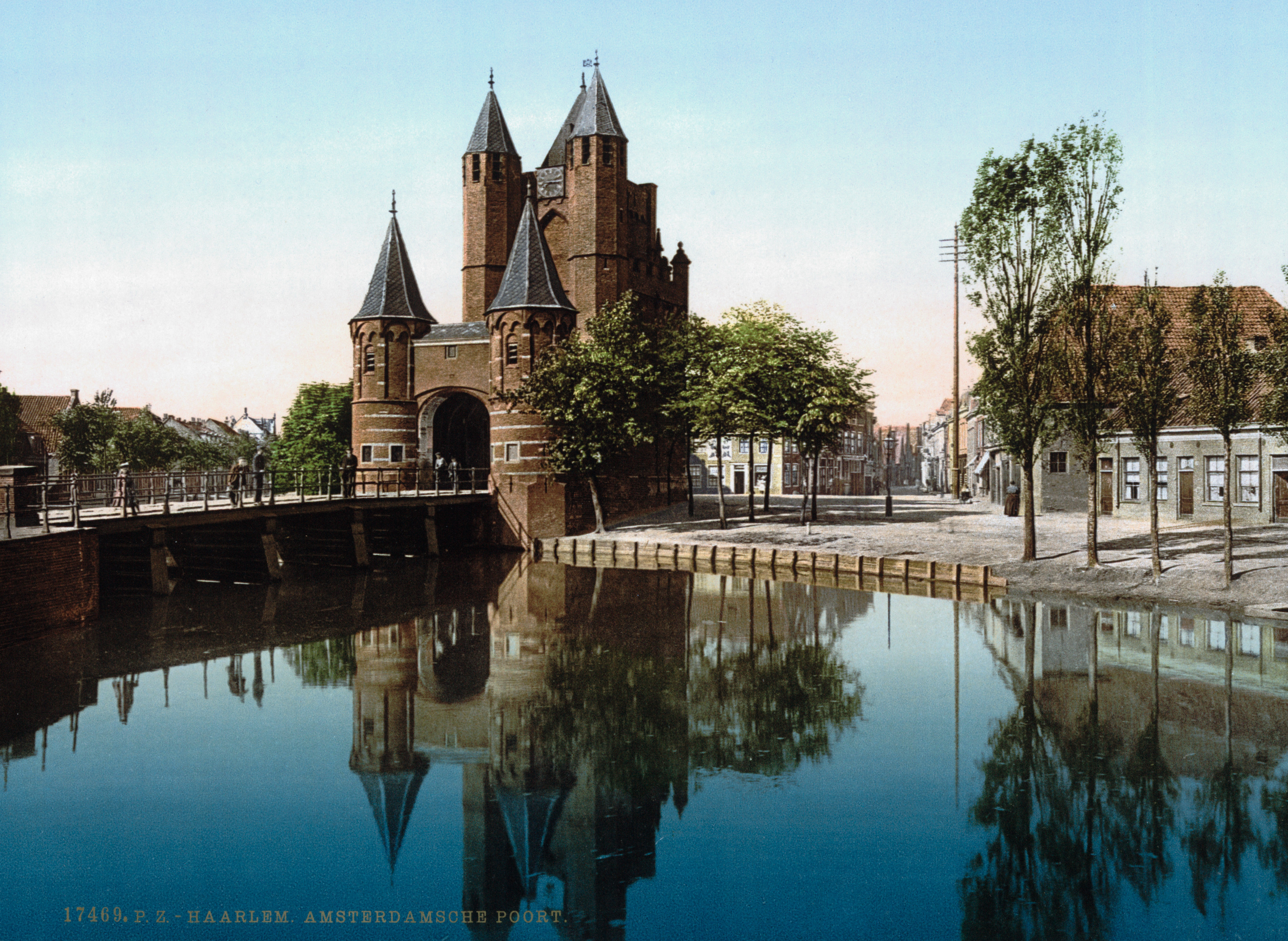
Az Amsterdamse Poort 1900 körüli képen

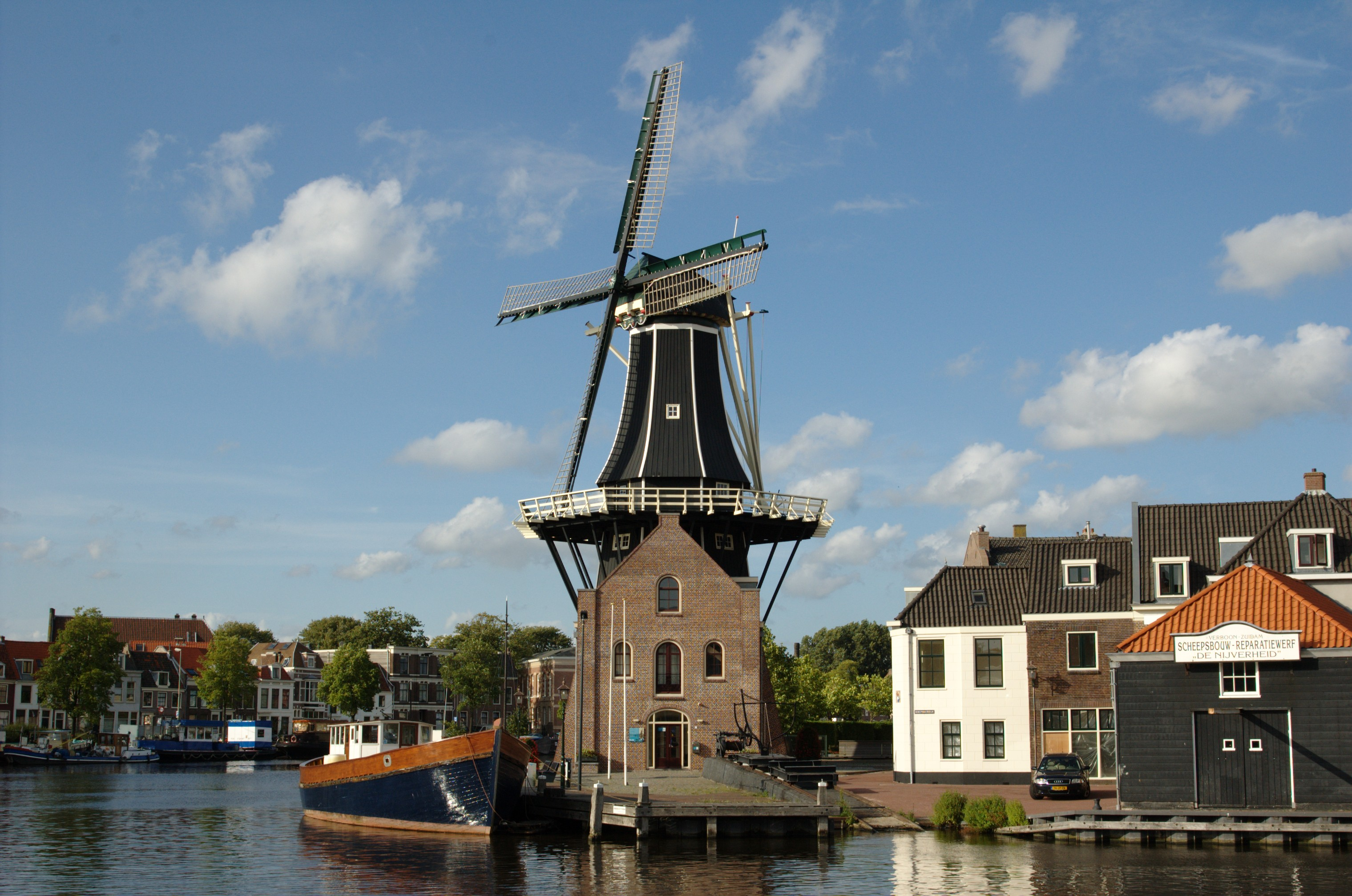
De Adriaan – szélmalom 1779-ből

A legrégibb haarlemi hofje, az eredeti beginaudvar, ma sajátos módon a helyi piroslámpás negyednek ad otthont.
A Spaarne folyó kettészeli a belvárost, de annak nagyobb része a nyugati parton terül el. A folyó nyugati partján áll a Waag (mérleg) 16. századi műemlék épülete, amely minden középkori holland városban fontos szerepet játszott. Ezekben az épületekben őrizték – és használták egészen 1915-ig – a kereskedelemhez oly szükséges hiteles mérlegeket.
A keleti oldalon található a város egyetlen megmaradt kikötője, az Amszterdami kikötő. Itt látható az 1901-ben elkészült Kupolabörtön jellegzetes épülete.
Az óvárosnak a Spaarne keleti partján lévő részét az Amszterdami kapu 1355-ből származó impozáns épülete zárja le. A város felé eső részét a 17. században átépítették. Ez az egyetlen kapubástya maradt meg a várost hajdanán övező védműveken épített tizenkét bejárat közül.
A közelében áll a város számos fennmaradt szélmalma közül az egyik legszebb, az Adriaan-malom.
A folyó két partját több nyitható híd köti össze, a legújabbat a lakosok „festékhengernek” nevezték el (hivatalos neve Lange brug, Hosszú híd).
A 12 000 lakost számláló városközponthoz tartozik még a történelmi óvároson kívül a vasútállomás és Nieuwe Gracht (Új csatorna) között elkerülő, nagyrészt a 19. század második felében épült városrész is. A Nieuwe Gracht mentén tekintélyes nagypolgári házak, „patríciuslakások” állnak. A 19. század 60-as, 70-es éveiben két villanegyed is épült a közelben, a Kenaupark, illetve a Bolwerken (régi városi sánc) mentén, a neves korabeli haarlemi (kert)építész, Louis Paul Zocher tervei alapján. 1908-ban épült a vasútállomás jelenlegi, szecessziós stílusú épülete Dirk Margadant tervei nyomán.

### A délnyugati városrész
A belvárostól délre és nyugatra elterülő városrésznek mintegy 32 000 lakosa van. A központtól délre fekszik a Harlemmerhout nevű városi park, benne a 18. századi neoklasszikus Paviljoen Welgelegen, „szépfekvésű pavilon” nevű palotácskával, ami ma az Észak-Holland tartomány közigazgatási központjának ad helyet. Az épületet Henry Hope bankár építtette. A hollandiai francia uralom idején Napóleon öccse, Louis Bonaparte, II. Lajos néven holland király, ezt a palotát választotta lakóhelyéül.

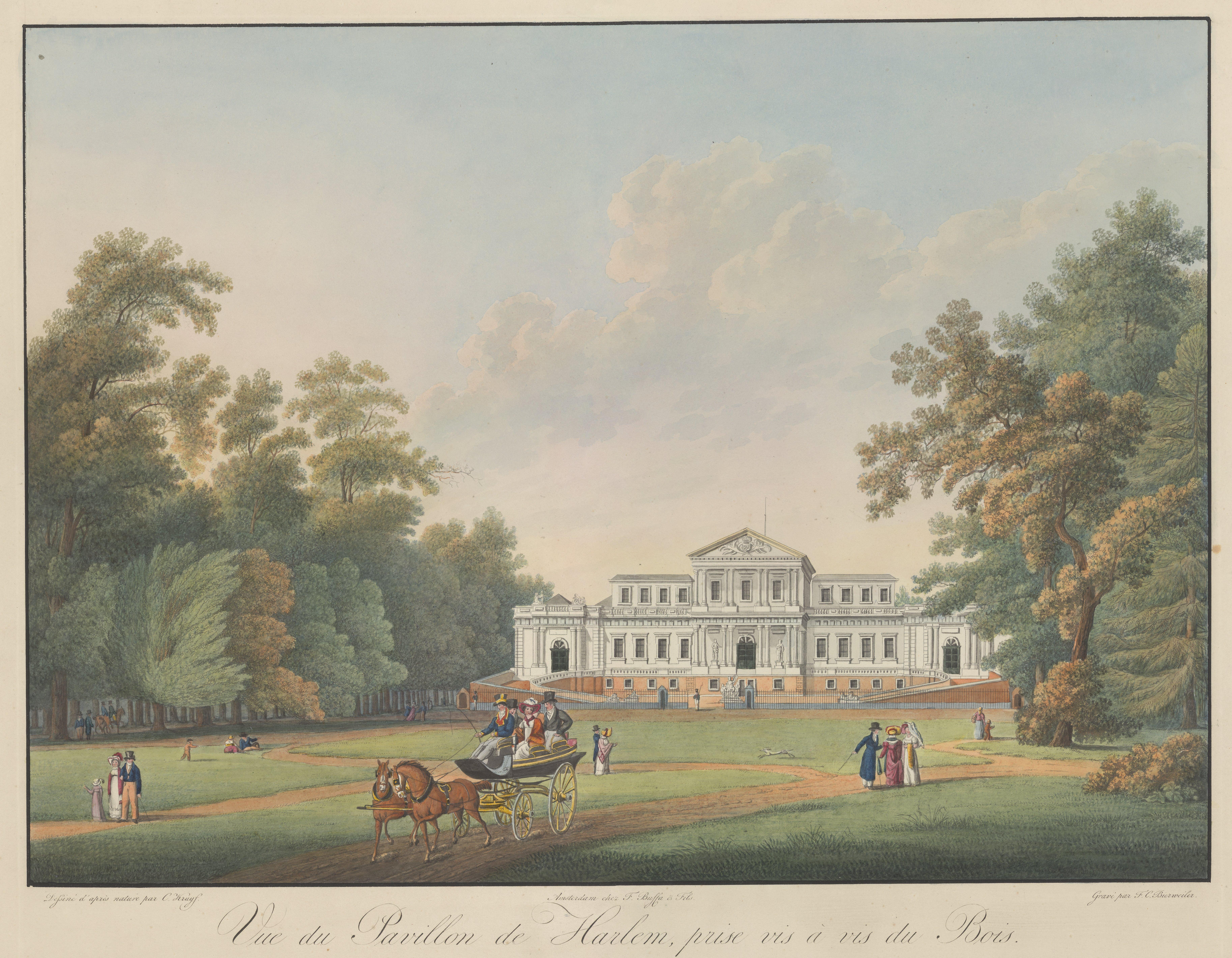
A Paviljoen Welgelegen 1815-ben

A park körül terülnek el a város legdrágább villanegyedei. A 20. század első feléből származó épületek nagy részében már luxusirodák vannak. A közelben, a Spaarne partján azonban van egy régi munkásnegyed, a Rozenprieel is, amelynek épületeit csak a 20. század végén kezdték el bontani és új épületekkel felváltani.
A városközponttól nyugatra, a Leidenbe vezető csatorna és az ugyancsak arrafelé futó vasútvonal között is van egy 19. századi eredetű munkásnegyed, a Leidsebuurt. Az épületek nagy része ma is az eredeti külső képét mutatja. Ettől délre kezdődött a 19. század végén az új katolikus Szent Bávó-katedrális építése. 1927-ben a vasútvonaltól nyugatra épült egy nagy nyitott uszoda, ahol az 1928-as amszterdami olimpia idején az amerikai úszók edzettek.
Még tovább nyugatra, a dűnék felé, de még a város közigazgatási határán belül, mezőgazdasági területek vannak, ahol a virághagyma- és zöldségtermesztés 400 éves töretlen hagyományra tekint vissza.

### Haarlem-Kelet
A keleti városrész főleg a 20. század első felében épült munkásnegyedeinek mintegy 20 000 lakosa van. A régi házak a nedves talajon facölöp-alapozásra épültek, és ez később a cölöpök elkorhadása miatt sok gondot okozott. 1960 körül már modernebb lakótelepek épültek. Az utolsó nagyobb fejlesztésre a kilencvenes években került sor.
Az Amszterdami-csatornától északra terül el a Waarderpolder ipari terület. Ma főleg kereskedelmi vállalatok, valamint építőipari és könnyűipari cégek telephelyei vannak itt. A Waarderpolder keleti szélén található Haarlem legmagasabb épülete, a KPN holland telekommunikációs vállalat 149 méter magas toronyháza.

### Az északi városrészek
A 2010-ben összesen mintegy 51 000 lakost számláló három északi városrészt együttesen Haarlem-Noordnak is nevezik. A korábbi Schotenhez tartozó területek kisebb részét 1884-ben, majd a maradékát 1927-ben csatolták Haarlemhez. A 19. század végén épült itt a Ripperdakazerne laktanya, valamint nagyobb lakónegyedek. A 20. század 30-as éveitől a terület maradékát családi házas formában építették be. A lakóterületeken kívül kertészetek, három nagy temető, valamint sportlétesítmények is találhatók e városnegyedben. Itt van a HFC Haarlem labdarúgóklub stadionja és a HC Haarlem jégkorongcsarnoka, de több más kisebb sportlétesítmény is. Haarlem-Noordban található Hollandia legkisebb hivatalos állatkertje, amiben kizárólag önkéntesek dolgoznak, a Stichting Artisklas Haarlem.

### Schalkwijk
Ezt a Haarlem centrumától dél-délkeletre fekvő városrészt csak 1963-ban csatolták a városhoz, addig a Haarlemmerliede en Spaarnwoude holland község része volt. Lakosainak száma mintegy 31 000. A hatvanas-hetvenes-nyolcvanas években nagy lakótelepekkel építették be, ugyanakkor jelentős zöldfelületeket is hagytak a házcsoportok között. A kerület úthálózata is kitűnő. Központjában nagy bevásárlócentrum található.
A városnegyedet három oldalról víz veszi körül: nyugatra folyik a Spaarne, délre a Molenplas és a Meerwijkplas nevű tavak fekszenek, keleten pedig a Haarlemmermeer körüli 60 kilométeres körcsatorna helyi szakasza húzódik.

### Városképi védettség
Az óvárost, a haarlemmerhouti városrészt és a kettőt összekötő területet 1990 decemberében városképi védettség alá helyezték, azaz ezen a területen nemcsak a műemlékek, hanem az egész városszerkezet, az utcák, csatornák, hidak megóvása kötelező lett.
A város északi határán elterülő, és az új közigazgatási felosztás szerint részben a szomszédos Haarlemmerliede en Spaarnwoude községhez tartozó Spaarndam falucska már 1971 óta ilyen védettséget élvez. Haarlem északi és délnyugati részén további negyedek védettség alá helyezését tervezik (2010).

### Parkok és természetvédelmi területek

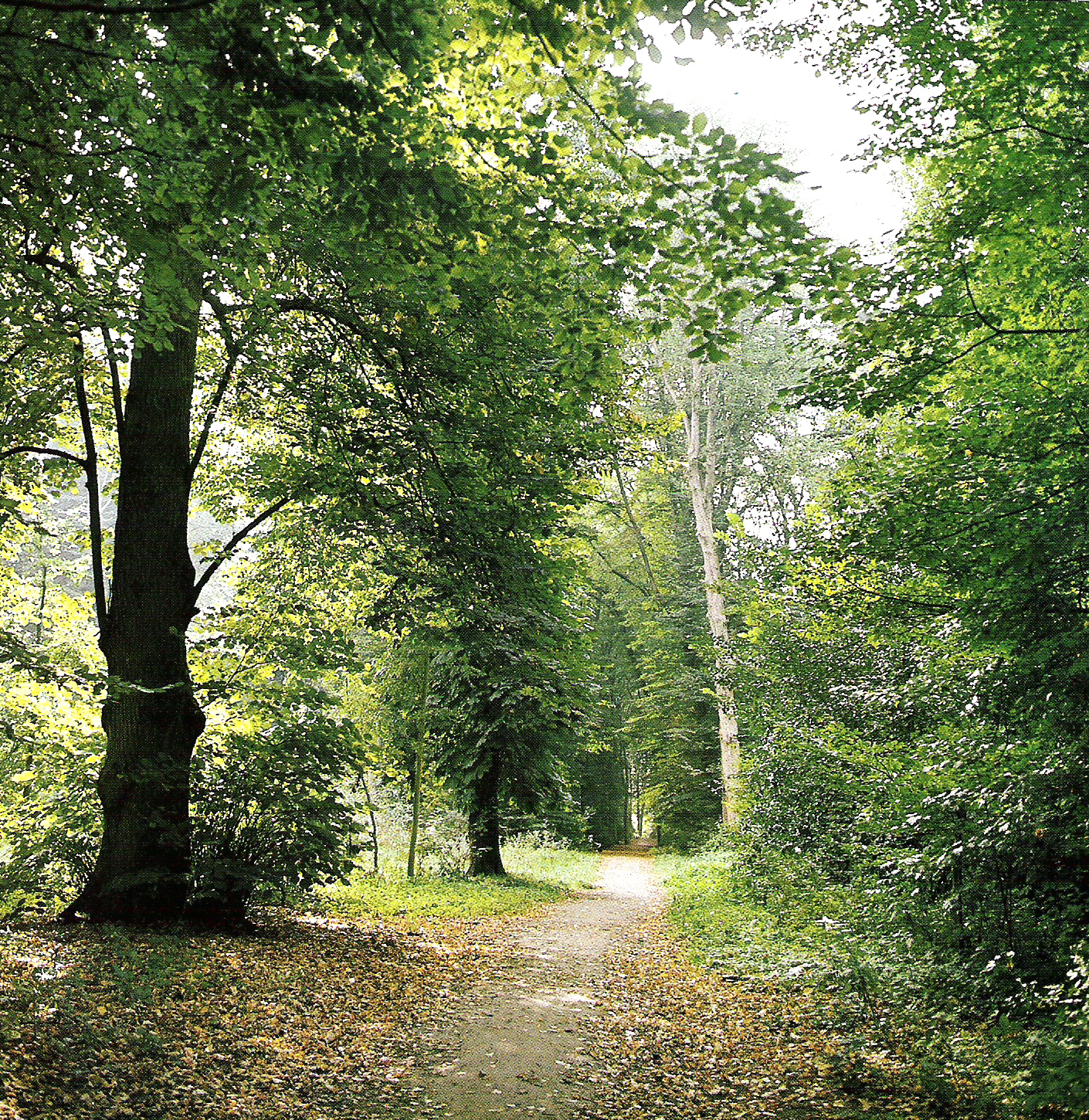
A Haarlemmerhout városi parkerdő

A haarlemi parkok közül a legnagyobb és legismertebb a Haarlemmerhout városi parkerdő, amely már az időszámításunk kezdetén is fennállott. A 17. századi holland aranykorban különösen nagy vonzerőt gyakorolt a gazdag polgárok számára, akik az erdő közelében, a Spaarne partján építkeztek.
Az 1865-ben létrehozott Kenaupark a második legismertebb a városban. Nevét Kenau Simonsdochter Hasselaer asszonyról kapta, aki a 16. században élt és nagy szerepet játszott Haarlem 1572–73-as spanyol ostroma idején.
További parkok a városban a Frederikspark, a Ripperdapark, a Bolwerken, a Molenplaspark a déli városrészben és a Schoterbos.
A város környékén is találhatók természetvédelmi területek és parkok. A legnagyobb közülük Nationaal Park Zuid-Kennemerland a szomszédos Velsen községben.

## Demográfiai helyzete
Haarlem, lakosságának száma szerint, Amszterdam után Észak-Holland tartomány második legnagyobb városa. A holland községek, azaz közigazgatási területek sorában a 13. helyet foglalja el a lakosság nagysága szerint.
Először az 1920-as években haladta meg a lakosság száma a százezres szintet. Az eddigi csúcsot 1967 adata jelentette: 173 133. Utána visszaesés következett a munkahelyek számának csökkenése miatt. 1994-re a lakosság száma 150 000 alá csökkent, majd stagnált, végül 2004-ben 146 739 lakossal mélypontot ért le. Ezután a lakosság száma újra emelkedni kezdett.
A demográfiai trendek szerint a lakosság a 2010-es években egyértelműen növekedni fog.
Haarlem a kilencvenes évek óta részben Amszterdam alvóvárosának számít: az ottani magas lakásárak miatt sokan Haarlemből járnak dolgozni a nagyvárosba.
A négyzetkilométerenként 5036 fős népsűrűséggel (Hollandia egészében a népsűrűség 486 fő/km²) Haarlem az egyik legsűrűbben lakott város az országban.
A fenti ábra a lakosság számának alakulását mutatja hosszabb időszakra vonatkozóan. Az 1927-es és 1963-as növekedések mögött a város határainak kiterjesztése áll. A 2012-es és 2017-es adatok előrejelzések.
A különböző külföldi származású lakók arányait, valamint a lakosság kor és nem szerinti összetételét az alábbi ábrák mutatják.

Haarlem lakosságának korfája 2008-ban

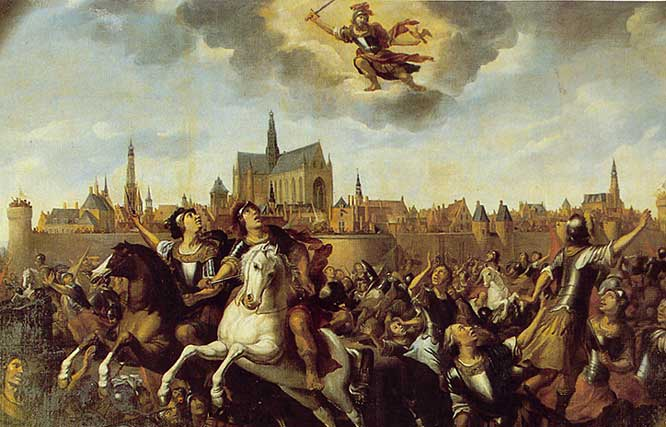
A város védőszentje, Szent Bávó megmenti a haarlemieket a kennemeriektől 1274-ben (festmény 1673-ból)

| Külföldi eredetű lakossági csoportok 2009. január 1-i állapot | Külföldi eredetű lakossági csoportok 2009. január 1-i állapot | Külföldi eredetű lakossági csoportok 2009. január 1-i állapot | Külföldi eredetű lakossági csoportok 2009. január 1-i állapot |
| ------------------------------------------------------------- | ------------------------------------------------------------- | ------------------------------------------------------------- | ------------------------------------------------------------- |
| Külföldi származású lakók összesen                            | 35 464                                                        | 24,0%                                                         |                                                               |
| törökök                                                       | 6 290                                                         | 17,7%                                                         |                                                               |
| marokkóiak                                                    | 4 420                                                         | 12,5%                                                         |                                                               |
| indonézek                                                     | 4 808                                                         | 13,5%                                                         |                                                               |
| surinamiak                                                    | 1 961                                                         | 5,6%                                                          |                                                               |
| antillaiak                                                    | 887                                                           | 2,5%                                                          |                                                               |
| az EU tagállamaiból érkezettek                                | 9 000                                                         | 25,4%                                                         |                                                               |

### Vallás
A holland statisztikai hivatal 2001–2003-as felmérése szerint a város lakosságának 64,4%-a nem volt vallásos. 18,2% tartozott a római katolikus egyházhoz, 6,3% a holland református egyházhoz, 2,8 református volt, 6,4% pedig muzulmán.
A város védőszentje Szent Bávó, akinek tiszteletét Gent városából vették át, amellyel a posztóipar révén jó kapcsolatokat ápoltak.
Haarlem 1853 óta római katolikus püspöki székhely, 2009. január 1. óta Haarlem-Amszterdami egyházmegye néven. A püspöki katedrális az 1930-ra felépült Szent Bávó-bazilika a Haarlem–Leiden közötti csatorna mellett. A püspöki palota a Nieuwe Gracht 80. szám alatt áll a városban.

### Dialektus
A haarlemi városi dialektus közel áll az amszterdami tájszóláshoz. Régebben a kennemerlandi kiejtéshez állt közelebb, de ma már ez a kapcsolat eltűnt. A helyi dialektus fonológiájának egyik jellegzetessége, hogy a réshangokat a sztenderd holland nyelvtől eltérően zöngétlenül ejtik (v, z, g > f, s, ch), viszonylag zártan ejtik a rövid e hangot és palatalizálva ejtik a d, t és n hangokat.
A haarlemi helyi nyelvet sokáig a „legtisztább” holland nyelvnek tartották, valószínűleg Johan Winkler 19. századi dialektus-kutató munkássága nyomán, de ma már ezt vitatják.
Mindenesetre a haarlemi helyi dialektus nem áll távol a holland köznyelvtől, és sok más várostól eltérően, a helyieket nem is foglalkoztatja különösebben annak megléte, ápolása vagy éppen karikírozása.

## Közigazgatás és politika

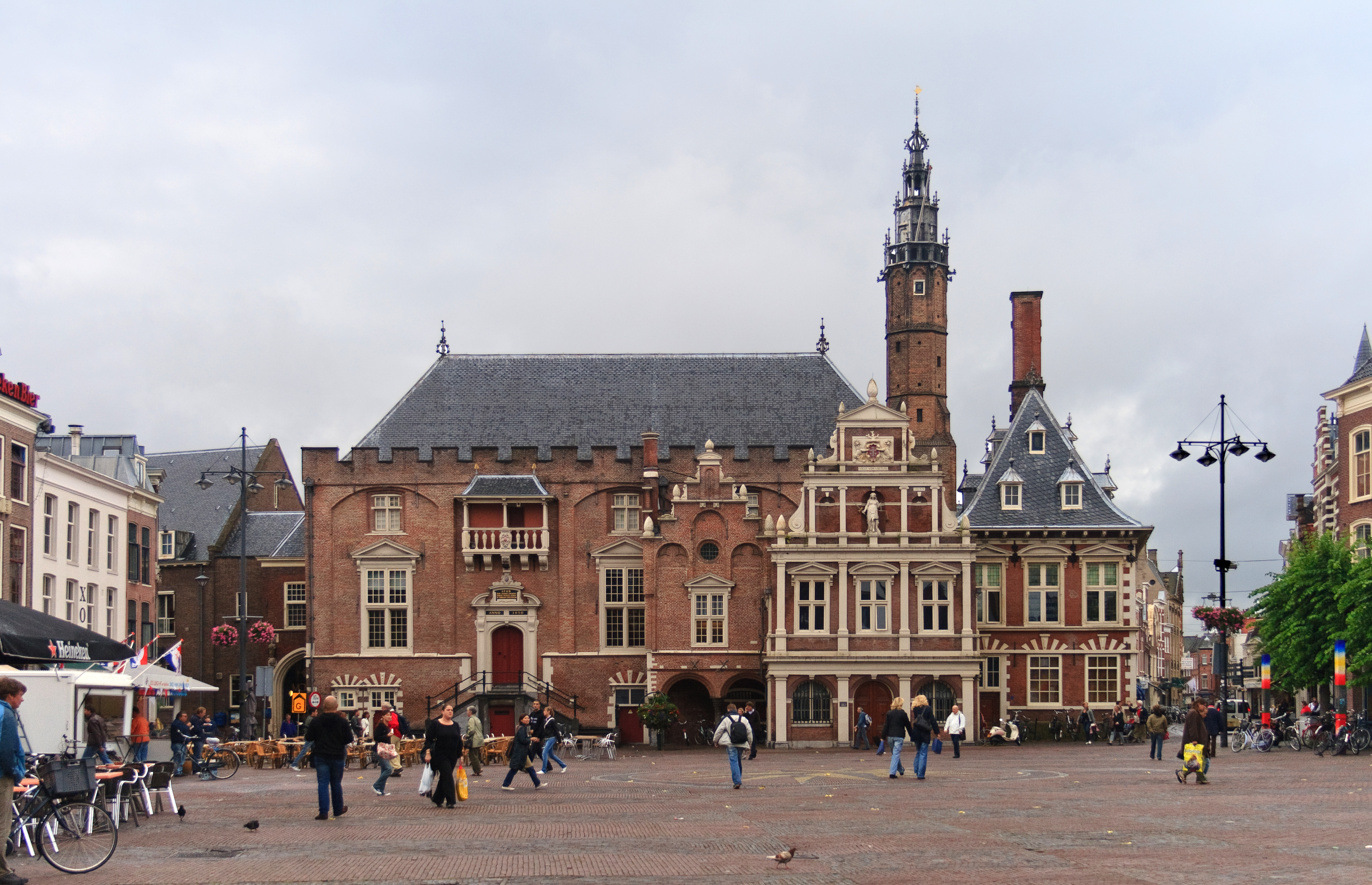
A haarlemi városháza

Haarlem az Észak-Holland nevű hollandiai tartomány központja. A tartományi közigazgatás székhelye a Harlemmerhout városrészben lévő Paviljoen Welgelegen nevű műemlék épületben van.
A haarlemi községi tanácsnak, mai magyar kifejezéssel a városi önkormányzatnak 39 választott tagja van. Élén 2006. július 4. óta Bernt Schneiders polgármester áll. (A polgármestert a helyi választások eredményének figyelembevételével, a kormány javaslatára a királynő nevezi ki.) A városi tanácsban kilenc különböző politikai frakció képviselteti magát.
A városi közigazgatás tényleges vezetője a polgármester és az elöljárók (wethouders) kollégiuma, amely közösen hozza meg a döntéseket. Ez a testület a 2010–2014-es időszakra vonatkozóan a 2010-es választások alapján a polgármesterből és öt elöljáróból áll, akik a helyi koalíciós pártokat képviselik: D66 (baloldali liberálisok), PvdA (szociáldemokraták), GroenLinks (baloldali zöldek) és a VVD (jobboldali liberálisok). Ez a négy párt rendelkezik a helyi képviselői testület 39 helyéből 27-tel. A polgármestert a PvdA (Munkapárt) adja, aki 1977 óta megszakítás nélkül már a negyedik haarlemi polgármester ebből a pártból.
A „polgármester és az elöljárók kollégiumának” tagjai és felelősségi területük a következők:
- Bernt Schneiders polgármester, PvdA: Közrend és közbiztonság, közigazgatás, polgári ügyek, város-promóció
- Ewout Cassee (elöljáró, D66): városrendezés, ingatlan-ügyek, polgárok részvétele a közügyekben
- Jack van der Hoek (elöljáró, D66): sport, népjólét, népegészségügy, szolgáltatások, kommunikáció
- Jan Nieuwenburg (elöljáró, PvdA): Economie, lakhatás, oktatás, ifjúsági ügyek, szociális ügyek
- Rob van Doorn (elöljáró, Groenlinks): fenntartható fejlődés, kerületek, mobilitás, menedzsment
- Pieter Heiliegers (elöljáró, VVD): pénzügyek, vállalatok, kultúra

A képviselői helyek megoszlása és választási eredmények (százalékban) az 1990-es, 1994-es, 1998-as, 2002-es, 2006-os és 2010-es helyi választások eredményei alapján:
| Párt                                                                                         | 1990       | 1994      | 1998       | 2002      | 2006       | 2010      |
| -------------------------------------------------------------------------------------------- | ---------- | --------- | ---------- | --------- | ---------- | --------- |
| PvdA (szociáldemokraták)                                                                     | 11 (27,3%) | 9 (21,4%) | 11 (25,1%) | 8 (29,3%) | 11 (25,6%) | 7 (16,4%) |
| SP (szocialisták)                                                                            | –          | –         | 2 (6,2%)   | 2 (6,9%)  | 7 (18,3%)  | 5 (12,5%) |
| VVD (jobboldali liberálisok)                                                                 | 6 (14,4%)  | 7 (17%)   | 9 (20,6%)  | 7 (16,2%) | 7 (17,3%)  | 5 (12,7%) |
| GroenLinks (baloldali zöldek)                                                                | 4 (10,1%)  | 6 (15,8%) | 5 (12,5%)  | 5 (12,4%) | 4 (10,4%)  | 7 (15,3%) |
| CDA (kereszténydemokraták)                                                                   | 9 (22,9%)  | 6 (16,5%) | 5 (13,1%)  | 6 (14,7%) | 4 (9,2%)   | 3 (7,9%)  |
| D66 (baloldali liberálisok)                                                                  | 8 (18,8%)  | 7 (17,0%) | 3 (7,7%)   | 3 (7,5%)  | 2 (4,7%)   | 8 (18,2%) |
| Actiepartij (Akciópárt)                                                                      | –          | –         | –          | –         | 1 (3,8%)   | 1 (3,1%)  |
| Partij Spaarnestad (Spaarne városrész pártja)                                                | –          | –         | –          | –         | 1 (3,0%)   | 0 (1,6%)  |
| ChristenUnie/Staatkundig Gereformeerde Partij (SGP) (Református pártszövetség)               | 0 (1,7%)   | 1 (2,5%)  | 1 (2,3%)   | 1 (2,3%)  | 1 (2,5%)   | 0 (2,0%)  |
| Ouderenpartij Noord-Holland (Öregek pártja)                                                  | –          | –         | –          | –         | 1 (2,8%)   | 2 (4,6%)  |
| Trots op Nederland - Lijst Rita Verdonk (Büszke hollandok – Rita Verdonk választási listája) | –          | –         | –          | –         | – (-%)     | 1 (3,6%)  |
| Stadspartij Leefbaar Haarlem (Az élhető Haarlem pártja)                                      | –          | –         | 1 (4,0%)   | 7 (16,4%) | –          | –         |
| De Groenen (Zöldek)                                                                          | –          | –         | 1 (2,6%)   | 0 (2,2%)  | –          | –         |
| Partij Moeder CAO („Szociokrata” párt)                                                       | –          | –         | –          | –         | – (-%)     | 0 (0,3%)  |
| Forza!                                                                                       | –          | –         | –          | –         | – (-%)     | 0 (1,8%)  |
| Egyéb                                                                                        | – (0,8%)   | –         | – (1,1%)   | – (1,0%)  | – (0,5%)   | –         |

## Testvérvárosi kapcsolatok
Haarlem – más hollandiai városokhoz hasonlóan – viszonylag kevés testvérvárosi kapcsolatot tart fenn, azokat viszont intenzívebben ápolja a nemzetközileg szokásosnál.
A városnak három hivatalos kapcsolata van, a német Osnabrückkel 1961 óta, a francia Angers-vel 1964 óta, és a törökországi Emirdağgal 1995 óta. Emellett még magánkezdeményezés alapján hasonló kapcsolatokat tartanak a zimbabwei Mutare és a nicaraguai Rivas városával.
Különösen élénkek a kapcsolatai Emirdağgal, főleg azért, mert a városban élő török közösség nagy része onnan származik. Ennek keretében például közös projektet hoztak létre az ottani hulladékfeldolgozás modern rendszerének kialakítására.

## Kultúra

### Múzeumok és kiállítótermek
Haarlemben összesen mintegy 22 múzeum és kiállítóterem van. A Teylers Múzeum a Spaarne partján 1784-ben nyílt meg, és ezzel Hollandia legrégibb múzeuma. Művészeti és tudományos gyűjteményei mellett magának a muzeológiának a fejlődéséről is képet ad. Michelangelo rajzainak egy értékes gyűjteménye is megtalálható itt.
Szintén világhírű a Frans Hals Múzeum. Ez 1862-ben nyílt meg a városháza épületében. 1913-ban helyezték át az egyik nagyobb hofje szépen felújított 17. századi épületcsoportjába. A múzeum gazdag gyűjteményt mutat be a holland festészet aranykorából, köztük természetesen a névadó Frans Hals műveit. A szervezetileg ehhez a múzeumhoz tartozó Museum De Hallen a főtér melletti két épületben modern művészeti alkotásokat mutat be.
A számos további múzeum között, amelyek a város történetét, a régészeti feltárások leleteit és más érdekességeket mutatnak be, különleges a Het Dolhuys, szó szerint „Őrültekháza”. Ez a pszichiátria hollandiai országos múzeuma, egy középkori ilyen intézet épületében. Az intézményt eredetileg 1320-ban hozták létre elmebetegek, leprások és más súlyos betegek számára. A pszichiátriai múzeum holland–angol–francia–német nyelvű honlapjának már a nyitólapja is jól illusztrálja a témát.

### Képzőművészet
Haarlemet évszázadokon át festők városának is tekintették. A város ebből a szempontból Németalföld északi részének a központja volt, jelentősége meghaladta Amszterdamét is az 1580–1630 közötti időszakban. Legnevesebb festői Albert van Ouwater, Jacob van Ruisdael, Frans Hals, Pieter Saenredam voltak, bár az utóbbi kettő nem a város szülötte volt. A város szülötte volt, s itt töltötte aktív időszakát Judith Leyster Nyugat-Európa első hivatásos festőnője. A Frans Hals Múzeumban a haarlemi festők sok műve megtekinthető. A város neves festőinek munkásságát a festészetben haarlemi iskolának is nevezik.
A város közterületein is számos művészi alkotás, szobor látható. Hat különböző alkotás is emlékeztet Laurens Janszoon Costerre, akit a helyiek a könyvnyomtatás feltalálójának, Gutenberg megelőzőjének tekintenek. Az első ilyen szobor, Gerrit van Heerstal műve 1722-ben készült, és a városi gimnázium kertjében áll. A város legrégebbi szobra 1633-ból származik, Justitiát ábrázolja a városháza épületében. Más közterületi szobrok Frans Hals, Godfried Bomans és Kenau Simonsdochter Hasselaer alakját ábrázolják. Mari Andriessen, Theo Mulder, Eric Claus és Kees Verkade haarlemi szobrászok sok műve látható a városban.

### Színház, film, kulturális központok

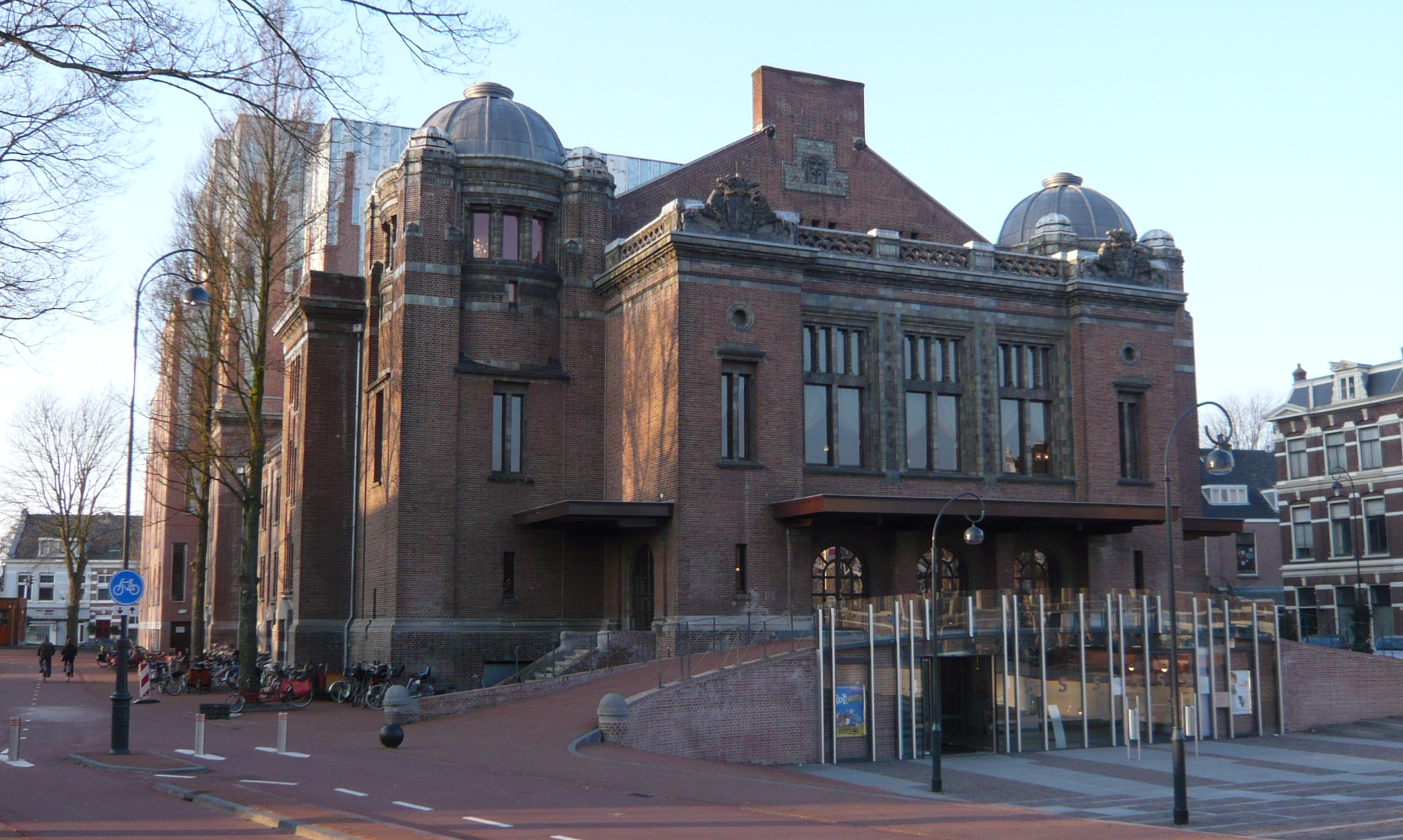
A városi színház

### Vasút

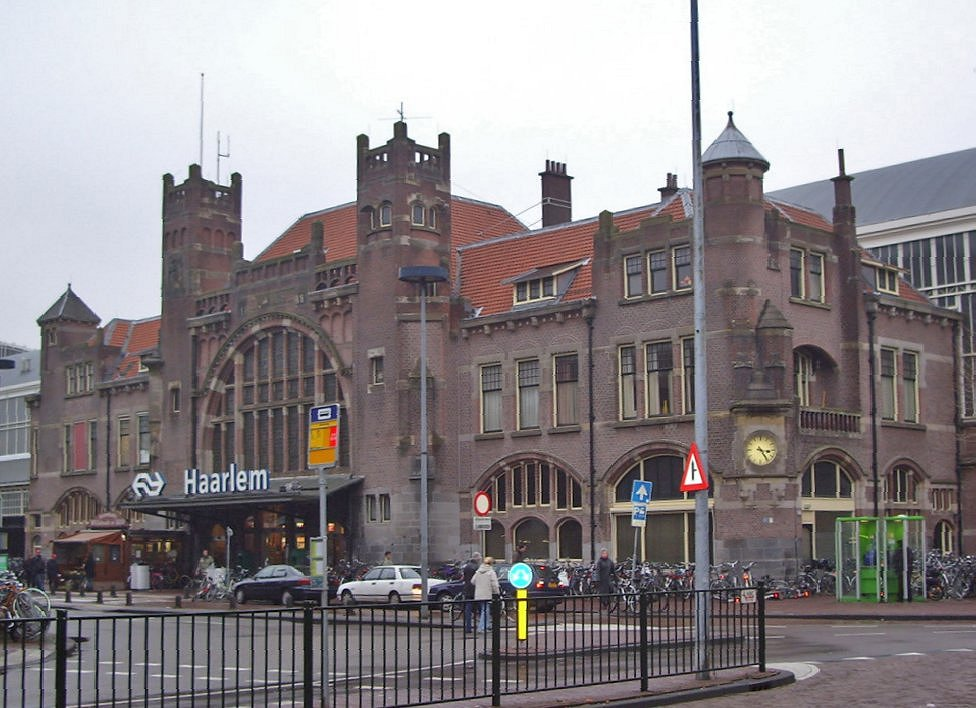
A haarlemi főpályaudvar épülete

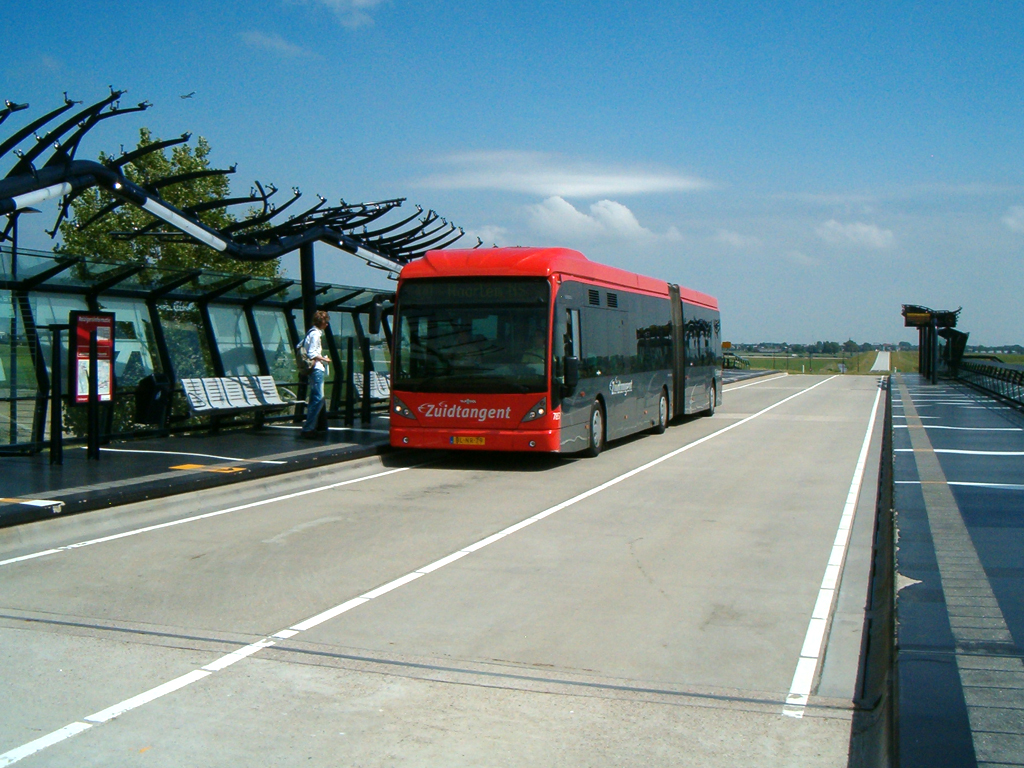
Modern helyközi buszösszeköttetés Haarlem, a schipholi repülőtér és Amszterdam között

### Sport

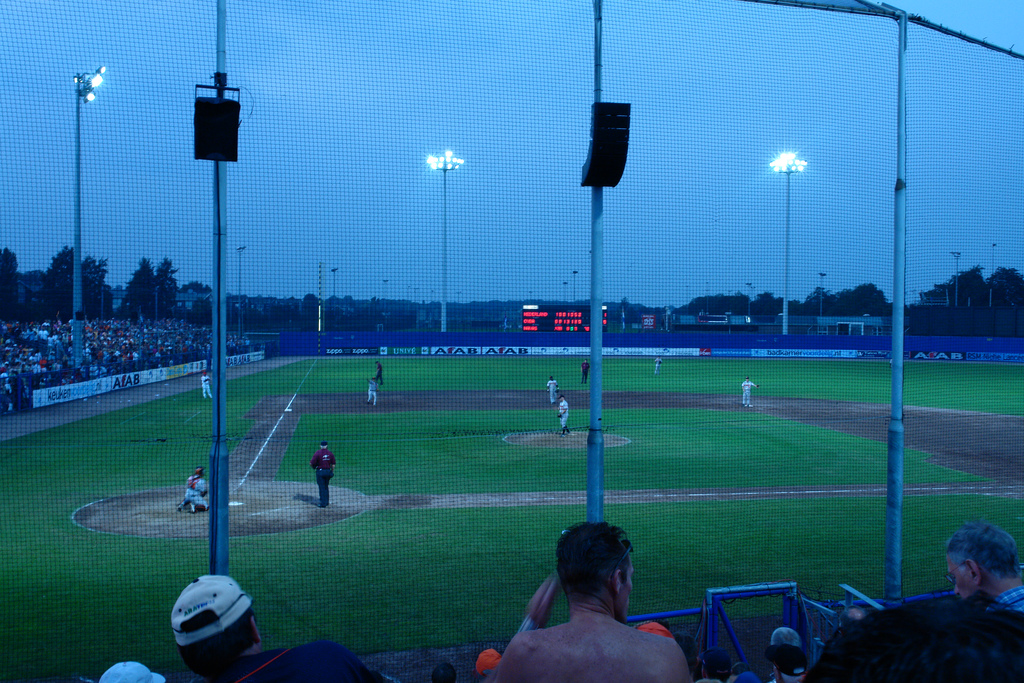
Haarlemi baseball-hét a Pim Mulier stadionban, 2006-ban

## Ismert haarlemiek

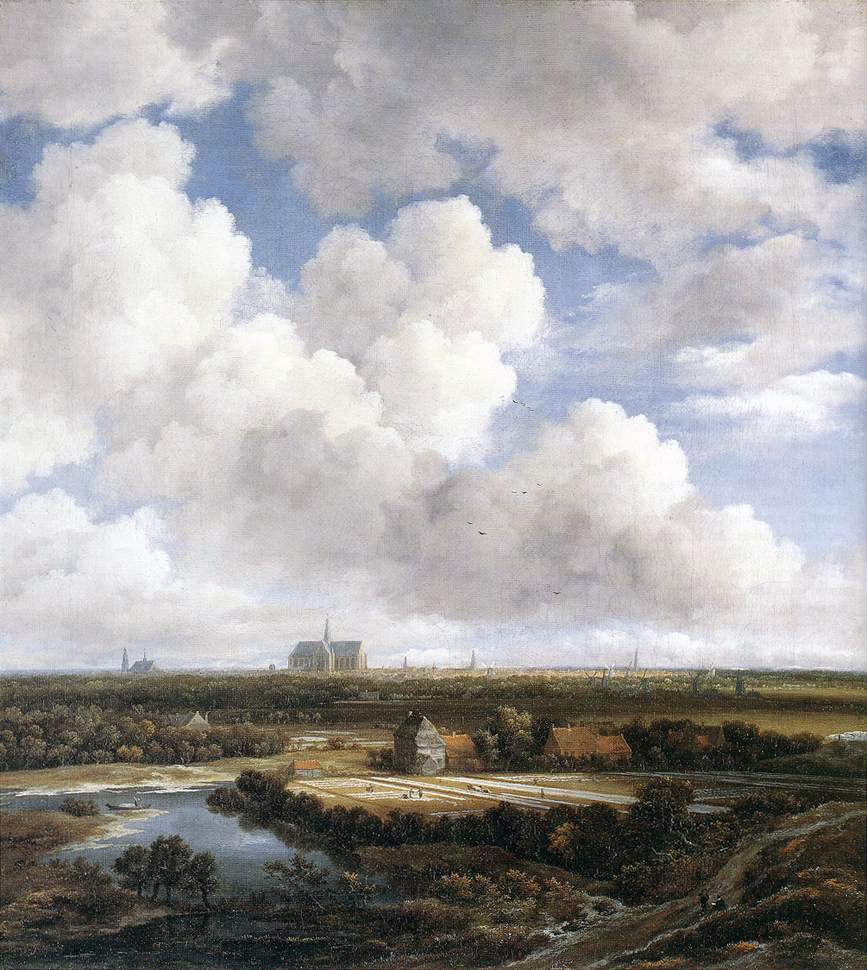
Haarlem látképe,
Jacob van Ruisdael festménye